# Ruda (Wołomin)
Pour les articles homonymes, voir Ruda.
Ruda (prononciation : [ˈruda]) est un village polonais situé dans la gmina de Radzymin dans le powiat de Wołomin et en voïvodie de Mazovie dans le centre-est de la Pologne.
Il se situe à environ 6 kilomètres au nord-ouest de Radzymin, 15 kilomètres au nord-ouest de Wołomin (siège du powiat), et à 30 kilomètres au nord de Varsovie (capitale de la Pologne).
Le village possède une population d'environ 290 habitants.

## Histoire
De 1975 à 1998, le village appartenait administrativement à la voïvodie de Varsovie.